# العشاق (رواية)
العشاق رواية فلسطينية ألفها الكاتب الفلسطيني رشاد أبو شاور , وقع اختيارها كواحدة من ضمن أفضل مائة رواية عربية.

## تقديم الكتاب
الرواية في مختصرها تنقل صورة التشرد الفلسطيني منذ العام 1948 حتى مطلع السبعينات، خاصة تلك الصورة القاتمة للغاية التي أعقبت نكسة أو نكبة 1967 وما حل بفلسطينيي المخيمات من مصائب وكوارث.
وأبو شاور لم يتمحور فقط في الأحداث المتعلقة بالفترة التاريخية المشار إليها سابقا فحسب، بل إنه سعى في صفحات كثيرة من روايته إلى تثبيت التاريخ العريق والقديم للفلسطينيين في ارض آبائهم وأجدادهم.